# リードホーユー
リードホーユー（欧字名:Lead Hoyu、1980年4月21日 - 2009年9月18日）は日本の競走馬、種牡馬。
1983年の有馬記念優勝馬である。同期には中央競馬クラシック三冠馬のミスターシービー、日本調教馬として初めてジャパンカップを優勝したカツラギエース、短距離戦線で無類の強さを誇ったニホンピロウイナーなどがいる。
騎手の田原成貴に初めて八大競走勝利をもたらしたことでも知られるほか、グレード制が導入される直前であったため、本馬は八大競走として最後の優勝馬となった。
中央競馬史上唯一、重賞勝利が有馬記念1勝のみという馬である。当時JRAの馬名登録に小文字である「ォ」や「ッ」が使えなかったため、登録がリードホーユーであるが、馬主の熊本曰く正式には「リードフォーユー」であったと言う。

## 戦績
1982年7月、阪神競馬場の新馬戦でデビュー。のちに阪神3歳ステークスを勝つ事になるダイゼンキングを相手に大差で圧勝し、一躍クラシック候補に名が挙がった。しかし、その後は外埒へ斜行する悪癖のため、なかなか2勝目を挙げられずに年を越す事になった。
翌1983年、春初戦はきさらぎ賞だったが、同厩のニホンピロウイナーの前に完敗、4着に終わった。400万下条件戦のゆきやなぎ賞に勝利し、再びクラシックへの挑戦権を得たものの、その直後に骨折。この骨折によって、春のクラシック戦線から離脱する事になった。
秋は京都新聞杯から復帰。京都新聞杯ではカツラギエースの2着となり、菊花賞への優先出走権を獲得した。三冠最終戦の菊花賞では、カツラギエースとともにミスターシービーの三冠阻止の切り札として期待されたが、果敢に先行策で粘り込みを図ったもののミスターシービーに完敗、4着に終わった。
次走の有馬記念では積極果敢な先行策から4角先頭という堂々の横綱相撲で重賞初勝利を挙げた。この有馬記念では2着にも4歳のテュデナムキングが入り、ミスターシービーが不在の中、世代（1980年生まれ）の強さをみせた。ところが、レース後に競走能力喪失に相当する故障が判明し、引退する事になった。また、前述にもあるように、来る1984年より、グレード制が導入されるため、本馬は八大競走として最後の優勝馬となった。
2024年時点では唯一の「重賞勝ちが有馬記念のみ」の馬となっている。なお、重賞初勝利が有馬記念というのも2024年時点ではストロングエイトとの2頭のみである。

## 引退後
種牡馬となったが、さしたる産駒も出ず、すぐにシンジケートは解散となった。その後、食肉用のセリに出されそうになったが、何とか救われ、乗馬クラブで主に乗馬用の種牡馬として過ごした。1997年に種牡馬を引退した後も北海道・野付ライディングファームで功労馬として余生を送っていたが、2009年9月18日に右後肢の球節を骨折したため、安楽死の処置がとられた。

### 主な産駒
- ビクトリアレット（しもつけオークス、しもつけ菊花賞、とちぎダービー2着）
- キューティハート（CBC賞4着）

## 競走成績
成績表はnetkeiba.comの情報に基づく。
| 競走日 | 競走日 | 競走日 | 競馬場 | 競走名       | 距離（馬場）  | 頭 数 | 枠 番 | 馬 番 | 人気 | 着順 | タイム | 騎手     | 斤 [kg] | 勝ち馬 /（2着馬）  |
| ------ | ------ | ------ | ------ | ------------ | ------------- | ----- | ----- | ----- | ---- | ---- | ------ | -------- | ------- | ------------------ |
| 1982.  | 07.    | 24     | 阪神   | 3歳新馬      | 芝1200m（不） | 10    | 1     | 1     | 2    | 1着  | 1:11.4 | 田島信行 | 53      | (ダイゼンキング)   |
|        | 12.    | 04     | 阪神   | かえで賞     | 芝1600m（良） | 8     | 7     | 7     | 1    | 2着  | 1:36.9 | 河内洋   | 54      | シルクノーザン     |
|        | 12.    | 26     | 阪神   | さざんか賞   | 芝1600m（重） | 15    | 6     | 11    | 1    | 4着  | 1:40.1 | 田島信行 | 54      | ウズマサリュウ     |
| 1983.  | 02.    | 13     | 中京   | きさらぎ賞   | 芝1800m（良） | 7     | 3     | 3     | 2    | 4着  | 1:50.5 | 河内洋   | 55      | ニホンピロウイナー |
|        | 02.    | 26     | 阪神   | ゆきやなぎ賞 | ダ1800m（良） | 9     | 8     | 8     | 1    | 1着  | 1:53.1 | 河内洋   | 55      | (トナミイーグル)   |
|        | 10.    | 23     | 京都   | 京都新聞杯   | 芝2000m（良） | 16    | 1     | 2     | 12   | 2着  | 2:03.0 | 武邦彦   | 57      | カツラギエース     |
|        | 11.    | 13     | 京都   | 菊花賞       | 芝3000m（良） | 21    | 3     | 7     | 5    | 4着  | 3:08.7 | 田島良保 | 57      | ミスターシービー   |
|        | 12.    | 25     | 中山   | 有馬記念     | 芝2500m（良） | 16    | 8     | 15    | 3    | 1着  | 2:34.0 | 田原成貴 | 55      | (テュデナムキング) |

## 血統表
| リードホーユーの血統（スウィンフォード系 / Bois Roussel 5×5=6.25%(母内) ） | リードホーユーの血統（スウィンフォード系 / Bois Roussel 5×5=6.25%(母内) ） | リードホーユーの血統（スウィンフォード系 / Bois Roussel 5×5=6.25%(母内) ） | （血統表の出典）               | （血統表の出典） |
| 父 *マラケート Malacate 1973 鹿毛                                          | 父の父Lucky Debonair 1962 黒鹿毛                                           | Vertex                                                                     | The Rhymer                     | The Rhymer       |
| 父 *マラケート Malacate 1973 鹿毛                                          | 父の父Lucky Debonair 1962 黒鹿毛                                           | Vertex                                                                     | Kanace                         |                  |
| 父 *マラケート Malacate 1973 鹿毛                                          | 父の父Lucky Debonair 1962 黒鹿毛                                           | Fresh as Fresh                                                             | Count Fleet                    | Count Fleet      |
| 父 *マラケート Malacate 1973 鹿毛                                          | 父の父Lucky Debonair 1962 黒鹿毛                                           | Fresh as Fresh                                                             | Airy                           |                  |
| 父 *マラケート Malacate 1973 鹿毛                                          | 父の母Eyeshadow 1959 鹿毛                                                  | My Babu                                                                    | Djebel                         | Djebel           |
| 父 *マラケート Malacate 1973 鹿毛                                          | 父の母Eyeshadow 1959 鹿毛                                                  | My Babu                                                                    | Perfume                        |                  |
| 父 *マラケート Malacate 1973 鹿毛                                          | 父の母Eyeshadow 1959 鹿毛                                                  | Pretty One                                                                 | Bull Dog                       | Bull Dog         |
| 父 *マラケート Malacate 1973 鹿毛                                          | 父の母Eyeshadow 1959 鹿毛                                                  | Pretty One                                                                 | Irvana                         |                  |
| 母 トモノヒカル 1971 鹿毛                                                  | 母の父*ラークスパー Larkspur 1959 栗毛                                     | Never Say Die                                                              | Nasrullah                      | Nasrullah        |
| 母 トモノヒカル 1971 鹿毛                                                  | 母の父*ラークスパー Larkspur 1959 栗毛                                     | Never Say Die                                                              | Singing Grass                  |                  |
| 母 トモノヒカル 1971 鹿毛                                                  | 母の父*ラークスパー Larkspur 1959 栗毛                                     | Skylarking                                                                 | Precipitation                  | Precipitation    |
| 母 トモノヒカル 1971 鹿毛                                                  | 母の父*ラークスパー Larkspur 1959 栗毛                                     | Skylarking                                                                 | Woodlark                       |                  |
| 母 トモノヒカル 1971 鹿毛                                                  | 母の母ゴッドネス 1959 鹿毛                                                 | ハクリヨウ                                                                 | *プリメロ                      | *プリメロ        |
| 母 トモノヒカル 1971 鹿毛                                                  | 母の母ゴッドネス 1959 鹿毛                                                 | ハクリヨウ                                                                 | 第四パッカナムビューチー       |                  |
| 母 トモノヒカル 1971 鹿毛                                                  | 母の母ゴッドネス 1959 鹿毛                                                 | アバロンコート                                                             | Underwood                      | Underwood        |
| 母 トモノヒカル 1971 鹿毛                                                  | 母の母ゴッドネス 1959 鹿毛                                                 | アバロンコート                                                             | *イヴオンヌフオツクス F-No.3-d |                  |